# Einar Juhl
Einar Johannes Juhl (8. april 1896 i København – 1. juni 1982 i Hørsholm) var en dansk skuespiller og sceneinstruktør.
Han gennemgik Det kongelige Teaters elevskole 1917-1919, hvorefter han kom til Odense Teater, hvor han fik en række engagementer. Siden fik han også roller på Dagmarteatret, Dansk Skolescene og Det Ny Teater. 1936-1943 var han skuespiller og sceneinstruktør ved Aarhus Teater, og han blev sidenhen ansat ved Det kongelige Teater.
Ved sin død boede han i lejlighed på Rungstedvej 61 i Rungsted (Hørsholm Kommune).[kilde mangler] Han er begravet på Hørsholm Kirkegård.

## Filmografi i udvalg
- Han, hun og Hamlet – 1932
- De bør forelske Dem – 1935
- Jens Langkniv (film) – 1940
- Damen med de lyse handsker – 1942
- De tre skolekammerater – 1944
- De røde enge – 1945
- Hans store aften – 1946
- Diskret ophold – 1946
- My name is Petersen – 1947
- Lise kommer til byen – 1947
- Tre år efter – 1948
- Den stjålne minister – 1949
- For frihed og ret – 1949
- Smedestræde 4 – 1950
- Lynfotografen – 1950
- Din fortid er glemt – 1950
- Familien Schmidt – 1951
- Det sande ansigt – 1951
- Husmandstøsen – 1952
- Vejrhanen – 1952
- Vi arme syndere – 1952
- Far til fire – 1953
- Adam og Eva – 1953
- Jan går til filmen – 1954
- Far til fire i sneen – 1954
- Gengæld – 1955
- Mod og mandshjerte – 1955
- På tro og love – 1955
- Flintesønnerne – 1956
- Far til fire i byen – 1956
- Far til fire og onkel Sofus – 1957
- Far til fire og ulveungerne – 1958
- Vagabonderne på Bakkegården – 1958
- Far til fire på Bornholm – 1959
- Frihedens pris – 1960
- Mine tossede drenge – 1961
- Far til fire med fuld musik – 1961
- Paradis retur – 1964
- Kampen om Næsbygaard – 1964
- Tine – 1964
- Mig og min lillebror – 1967
- Olsen-banden (film) – 1968
- Det er så synd for farmand – 1968